# Liste des lacs au Mali
La liste des lacs au Mali répertorie la liste non exhaustive des lacs présents sur le territoire malien.

## Lacs notoires et catégories de lacs présents dans le pays
Le système faguibine comprend les cinq lacs au Mali à savoir: le lac de télé, takara, faguibine, gouber et kamango. Ils se remplissent par ordre lors de la crue du fleuve Niger.
Les principaux lacs et leurs superficies sont : 
Akhariben, 41 km2; Debo et Walado Debo, 190–220 km2; Do, 120 km2; Faguibine 535–888 km2; Fati, 80–165 km2; Gakora, 29 km2; Garou, 60–120 km2; Gouber, 20–66 km2; Haribonga, 55 km2; Horo, 25–225 km2; Kobongo, 3–15 km2; Komago, 33–91 km2; Korarou, 80–170 km2; Korientze, 55 km2; Niangaye, 400 km2; Tanda et Kabara, 325 km2; Tele, 190–250 km2; Tidaimouen, 63 km2; Titolaouin, 22 km2.
Les 2 grands lacs artificiels du Mali sont le Selingué, près de Bamako, avec une superficie de plus de 400 km2 , puis le Manantali d'environ 600 km2.